# 육군 축구단
육군 축구단은 육군 소속 축구단으로 실업축구에 참가하였다. 초기에는 육군 예하 특무부대 (1953년 창단), 첩보부대 (?), 공병단(한국전쟁 중 창단), 병참단 (1953년 한국전쟁 이후 창단), 헌병감실(?), 육군보병학교 (?) 등 각 부대별로 축구단이 존재하여 각종 대회에 참가하였다.
그러나 1965년 경 병참단을 제외한 육군의 주요 축구단들이었던 특무대, 헌병감실, 공병단 등이 공병단 축구단을 위주로 통합이 되어 단일팀이 되어 병참단과 공병단 축구단 2개 축구단으로 재편되었다. 1968년말 이마저도 재정상의 문제로 두 구단이 통합하게 되어 자연스럽게 육군을 대표하는 하나의 축구단이 만들어진다.
그 후 이 축구단이 계속해서 원호단, 충의, 1983년부터 웅비 등으로 변경되며 1984년 국군체육부대로 3군 축구단이 통합하며 상무 축구단일 될때까지 이어지게 된다. 해군 축구단과 라이벌 관계였으며 그 후 1984년 1월 국군체육부대로 통합되면서 해군 축구단, 공군 축구단 등과 함께 상무 축구단이 되었다.

## 육군 내 주요 축구단 통폐합사

### 1965년 이전
- 육군 특무부대 축구단
- 육군 첩보부대 축구단
- 육군 병참단 축구단
- 육군 헌병감실 축구단
- 육군 공병단 축구단
- 육군 보병학교 축구단을 비롯 육군 예하부대 축구단 다수

### 1965년 ~ 1968년
- 육군 병참단 축구단
- 육군 공병단 축구단

### 1969년 이후
- 육군 축구단

(공병단과 병참참 축구단이 통합하여 대표팀 성격의 하나의 축구단으로 재편되었으며
원호단, 충의, 웅비 등으로 구단명칭 변경)

## 역대 감독
| 감독   | 임기        |
| ------ | ----------- |
| 성낙운 | 1971 ~ 1981 |

## 같이 보기
- 육군 첩보부대 축구단
- 육군 병참단 축구단
- 육군 헌병감실 축구단
- 육군 공병단 축구단
- 해군 축구단
- 공군 축구단
- 해병대 축구단
- 국군체육부대
- 상주 상무 축구단